# Gobernador de Nayarit
El Gobernador Constitucional del Estado Libre y Soberano de Nayarit es, según la Constitución Política del Estado Libre y Soberano de Nayarit, el ejercicio del Poder Ejecutivo de esta entidad mexicana, que se deposita en un solo individuo, el cual es electo para un periodo de seis años no reeligibles por ningún motivo. El periodo gubernamental comienza el día 19 de septiembre del año de la elección y termina el 18 de septiembre después de haber transcurrido seis años.
El estado de Nayarit fue creado el 1 de mayo de 1917, por lo que toda su historia ha transcurrido dentro del sistema federal y los titulares del Poder Ejecutivo siempre se han titulado Gobernadores del Estado.

## Facultades y obligaciones
La constitución del Estado de Nayarit define los deberes y poderes del gobernador:
I. Cuidar de la seguridad del Estado y de la de sus habitantes, protegiéndolos en el ejercicio de sus derechos. 
II. Sancionar, promulgar y ejecutar las leyes y decretos dados por el Poder Legislativo y formar en la parte administrativa los reglamentos necesarios para su más exacta observancia. 
III. Iniciar ante la Legislatura, las leyes y decretos que juzgue convenientes para el mejoramiento de la administración pública y pedir que inicie ante el Congreso de la Unión, lo que sea de la competencia Federal. 
IV. Conducir y promover el desarrollo integral del Estado, de conformidad con los objetivos, niveles de participación y prioridades del sistema de planeación.
V. A). Presentar a la Legislatura el presupuesto de gastos del año siguiente, proponiendo arbitrios para cubrirlo, y en los términos que previene esta Constitución, remitirle la cuenta de todos los caudales del Estado. B). Cuidar de la legal recaudación e inversión de los caudales públicos del Estado, haciendo las consignaciones que procedan al Ministerio Público. C). Visitar o hacer visitar, las Oficinas de su dependencia y dictar los acuerdos que procedan, haciendo las consignaciones pertinentes al Ministerio Público. 
VI. Fomentar por todos los medios posibles, la educación popular y procurar el adelanto y mejoramiento social, favoreciendo toda clase de mejoras morales y materiales que interesen a la colectividad.
VII. Visitar los municipios del Estado para conocer sus necesidades, remediar sus males y promover sus mejoras.
VIII. Convocar a la Legislatura a Sesiones Extraordinarias. 
IX.- Tomar parte sin voto en la discusión de las leyes o decretos o comisionar para ello ante el Congreso del Estado al Secretario General de Gobierno o a cualquier otra persona. 
X. Hacer cumplir los fallos y sentencias de los tribunales y prestar a estos el auxilio que necesiten para el ejercicio expedito de sus funciones, además de establecer las medidas correspondientes para la organización del sistema penitenciario basado en el respeto a los derechos humanos, el trabajo, la capacitación para el mismo, la educación, la salud y el deporte como medios para lograr la reinserción del sentenciado a la sociedad. 
XII. Nombrar y remover libremente a los titulares de las dependencias señaladas en la Ley Orgánica del Poder Ejecutivo y a los demás servidores públicos cuyo nombramiento no esté encomendado a otras autoridades.

## Proceso de elección

### Requisitos para asumir el cargo
Según la Constitución, los requisitos para ser gobernador son;
I. Ser ciudadano mexicano por nacimiento, hijo de padres mexicanos, nativo del Estado o con vecindad efectiva en él, no menor de cinco años inmediatamente anteriores al día de la elección;
II. Tener 30 años cumplidos el día de la elección;
III. No ser Secretario del Despacho del Poder Ejecutivo Estatal o Federal, Presidente Municipal, Magistrado del Tribunal Superior de Justicia o Juez de Primera Instancia, Ministro de la Corte, Magistrado o Juez del poder Judicial de la Federación, miembro del Consejo de la Judicatura Estatal o Federal, Procurador General de Justicia, Presidente del Órgano Jurisdiccional Electoral ni Presidente del Órgano Electoral del Estado; ni estar en servicio activo en el Ejército Nacional, salvo que se hubieren separado de sus cargos o del servicio lo menos 90 días antes de la elección. En el caso de los servidores públicos integrantes del Poder Judicial y Consejo de la Judicatura Estatal y Federal, señalados anteriormente, el término de su separación se computará un año antes de la elección;
IV. No pertenecer al estado eclesiástico ni ser ministro de algún culto;
V. No haber sufrido condena alguna impuesta por los tribunales por delito intencional;

VI. No haber figurado directa ni indirectamente en alguna sedición, cuartelazo, motín o asonada.

### Elección
La elección para gobernador serán populares y directas, cada seis años, y el gobernador electo comenzará a ejercer sus funciones  el 19 de septiembre del año de la elección, sin posibilidades de reelegirse. El gobernador solo puede renunciar al cargo por causas graves, que debe de ser presentada y autorizada por el Congreso.

## Sucesión

### Falta temporal
Si el gobernador falta temporalmente a sus funciones, el Congreso designará por mayoría de votos a un gobernador interino para reemplazarlo el tiempo que dure la falta.

### Falta absoluta
Si ocurre una falta absoluta durante los primeros tres años del periodo constitucional, se convocarán a elecciones para designar a un gobernador sustituto. Si ocurre durante los últimos tres años, el Congreso designará a un gobernador de reemplazo.